# Мідеплавильний завод у Порт-Кембла

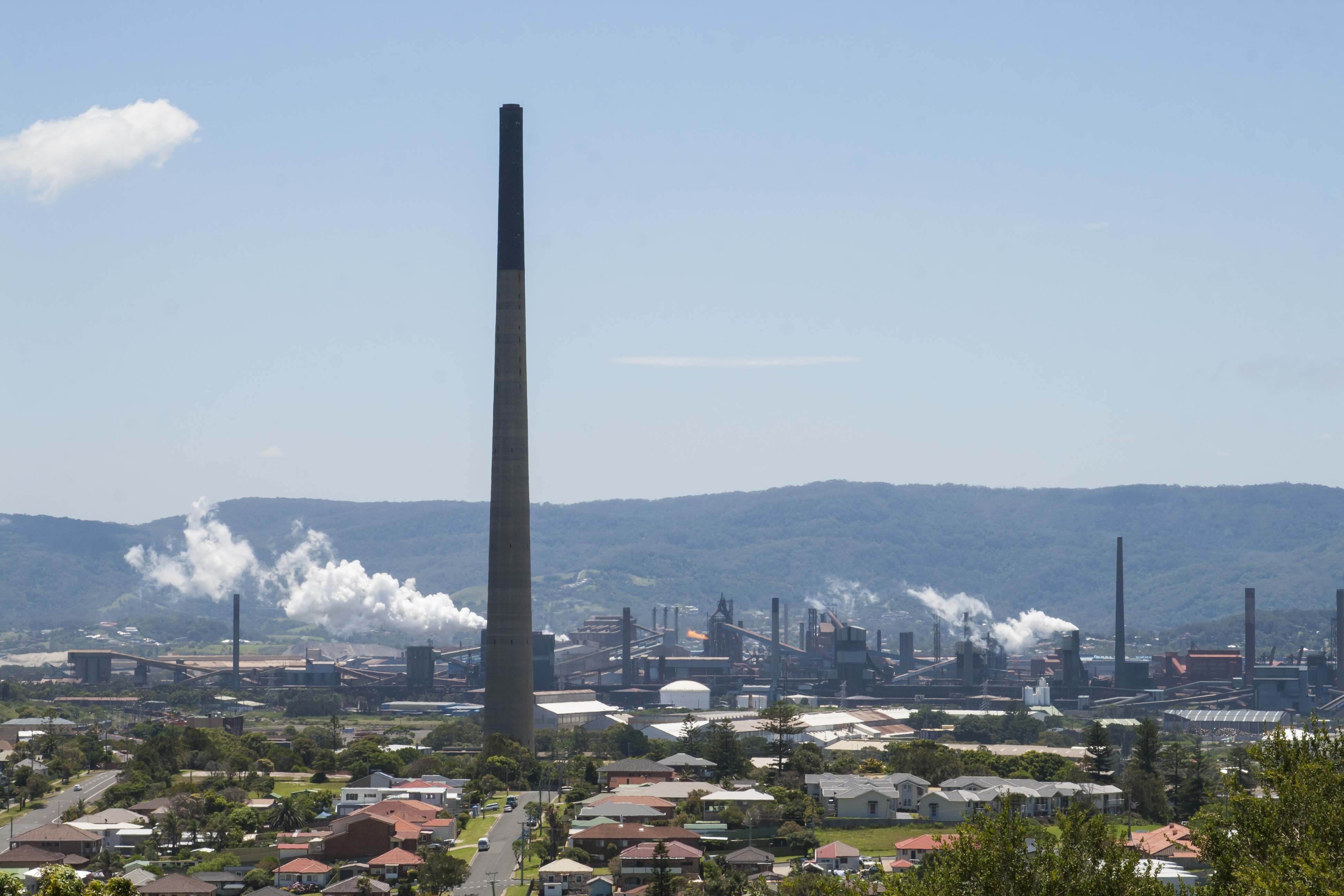
Споруджений в 1965-му димар заводу

Мідеплавильний завод у Порт-Кембла – колишній виробничий майданчик на сході Австралії.
Завод спорудила заснована в 1905 році Electrolytic Refining and Smelting Company of Australia Ltd (ER&S), двома третинами якої володіла гірничодобувна Mount Morgan Mining Company, тоді як ще одна третина дісталась німецькій Aaron Hirsch und Sohne. Будівництво стартувало в 1908-му, а на 1909 рік припала перша плавка. Необхідний для роботи кокс постачав розташований у Порт-Кембла коксохімічний завод компанії Mt Lyell Mining & Smelting Company.
Кілька років діяльність майданчику була не надто прибутковою, проте з початком Першої світової війни ціни на мідь зросли, що дало поштовх до нарощування потужностей заводу. В 1916-му їх довели до 30 тисяч рафінованої тонн міді на рік, що робило майданчик у Порт-Кембла найбільшим підприємством цього типу в Британській імперії. Іншим наслідком війни стало те, що частку німецького співвласника розділили між рядом австралійських інвесторів, зокрема, відомо про участь компаній Mount Elliot та Hampden Cloncurry.
У 1927 році на тлі низьких світових цін на мідь Mount Morgan збанкрутувала, а її частку в ER&S придбала Broken Hill Associated Smelters (BHAS, володіла потужним плавильним комплексом у Порт-Пірі). Станом на другу половину 1940-х власниками заводу в Порт-Кембла були Broken Hill South Ltd (BHS, утримувала 60%) та North Broken Hill Ltd (NBH).
Особливістю заводу в Порт-Кембла було те, що він не здійснював переробку продукції певної копальні, а міг споживати мідну руду (з вмістом металу 5–12%), мідний концентрат, мідний штейн, чорнову мідь, мідевмісні продукти та брухт. При цьому ще з часів банкрутства Mount Morgan, яка первісно була великим постачальником чорнової міді, завод відчував нестачу сировини, вирішити яку повністю не зміг і рудник Кобар, розвитком якого опікувалась BHS.
З самого початку завод працював з золоторудним концентратом та рудами з підвищеним вмістом золота і срібла,  а також провадив рафінування зливків «доре» (золото-срібний сплав). Станом на 1960-ті роки він також продукував такі супутні продукти, як платина, паладій, селен, телур, сульфат нікелю і сульфат міді.
В 1980-му BHS та NBH були придбані Conzinc RioTinto Australia (CRA). В подальшому CRA продала японським компаніям Furukawa та Nissho Iwai 30% та 10% відповідно, при цьому з 1990-го замість ER&S власником майданчику стала Southern Copper.
В другій половині 1980-х розпочали велику модернізацію, яка збільшила потужність по виплавці міді з 40 до 80 тисяч тонн на рік. Однією з причин розширення переділу стало те, що потужності з рафінування зазвичай суттєво перевищували обсяги виплавки міді (є відомості, що вони досягали 120 тисяч тонн на рік).

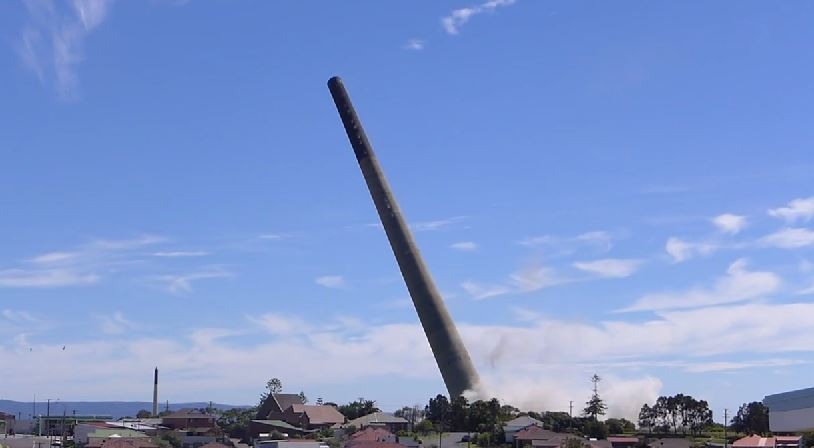
Знесення димаря

Діяльність підприємства призводила до продукування значних обсягів шкідливого діоксиду сірки. В 1960-му на розташованому в Порт-Кембла заводі фосфорних добрив (належав тій саме ER&S), ввели в дію новий цех сульфатної кислоти, що на додачу до основної сировини міг використовувати відхідні гази агломераційної машини мідеплавильного заводу. Втім, це було рішенням лише для одного з переділів, так що в 1965-му спорудили димар заввишки 197 метрів, який мав покращити екологічну ситуацію за рахунок розсіювання викидів на значній висоті. Станом на середину 1980-х майданчик щорічно викидав у повітря 20 тисяч тонн сірки, а запланована модернізація мала збільшити цей показник утричі. Як наслідок, під час розширення завод нарешті доповнили власним виробництвом сульфатної кислоти, що стало до ладу в 1991-му та мало потужність у 1050 тонн на добу (за іншими даними, річна потужність заводу мала становити 175 тисяч тонн).
Втім, проведеної модернізації виявилось недостатньо, щоб впоратись з конкурентами та подолати екологічні проблеми, і в 1995-му завод закрили. 
У 1997-му майданчик придбав консорціум Port Kembla Copper, учасниками якого були японські компанії Furukawa (50%), Nittetsu Mining (20%), Nissho Iwai (17,5%) та Itochu (10%). Нові власники вклали у модернізацію до 800 млн долларів США та відновили виробництво в 1999 році. Анонсувалось, що тепер майданчик відповідає самим високим екологічним стандартам, але протести місцевих мешканців продовжували і в 2003-му завод остаточно зупинили.